# Hudson Fysh

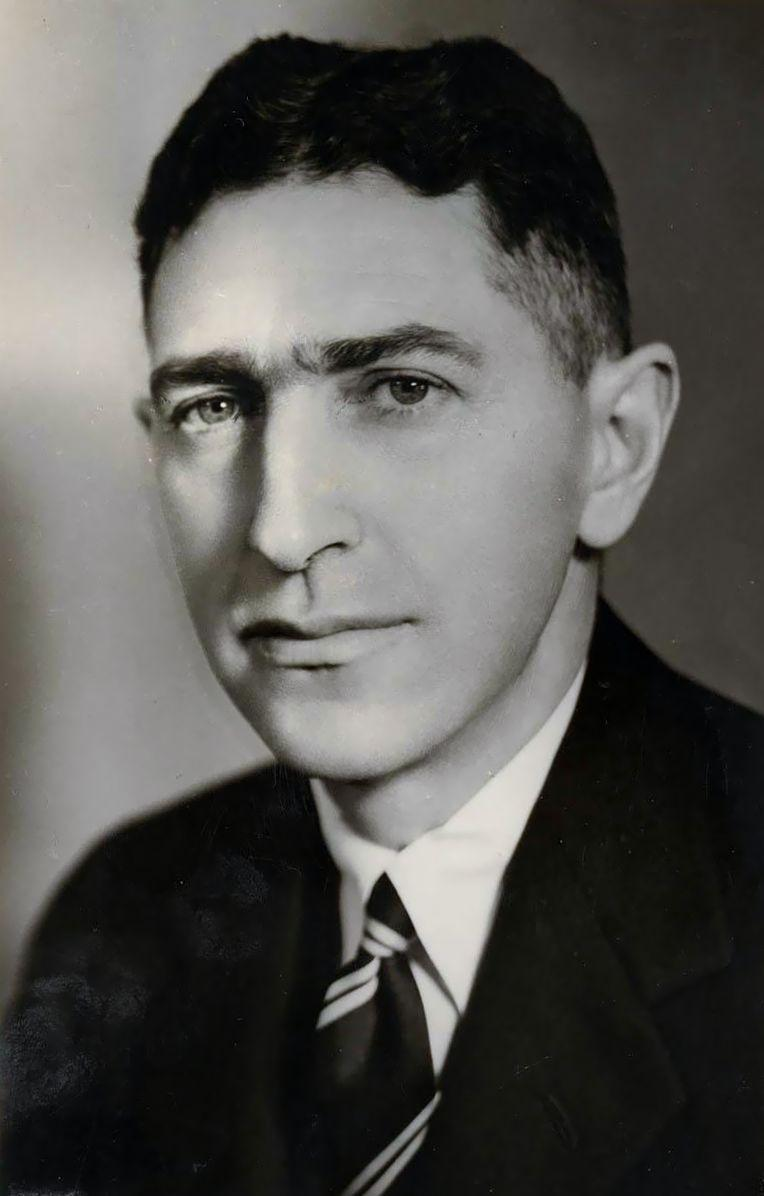
Wilmot Hudson Fysh (Porträt 1935)

Sir Wilmot Hudson Fysh (geboren am 7. Januar 1895 in Launceston, Tasmanien; gestorben am 6. April 1974 in Sydney, New South Wales) war ein australischer Flugpionier und Geschäftsmann. Er wurde als Soldat und Pilot im Ersten Weltkrieg ausgezeichnet, war Mitbegründer der australischen Luftfahrtgesellschaft Qantas, saß in mehreren nationalen und internationalen Gremien und verfasste mehrere Bücher zur Geschichte der Luftfahrt in Australien, insbesondere die von Qantas.

## Jugend
Hudson Fysh war das älteste der fünf Kinder von Frederick Wilmot Fysh und seiner Frau Mary (geb. Reed). Bekannte Vorfahren waren sein Großvater mütterlicherseits, Henry Reed, ein Landbesitzer und Reeder, sowie sein Großonkel Sir Philip Oakley Fysh, zweimaliger Premier von Tasmanien. Die Ehe seiner Eltern wird als zerrüttet beschrieben, und Hudson rannte seinem Vater immer wieder davon, bis ihm erlaubt wurde, bei der Mutter in Launceston zu bleiben. Er soll dennoch eine glückliche Kindheit gehabt haben. Nach dem Ende seiner Schulzeit begann er eine Ausbildung als Farmarbeiter und Schafzüchter, welche er bei Kriegsausbruch 1914 abbrach.

## Erster Weltkrieg

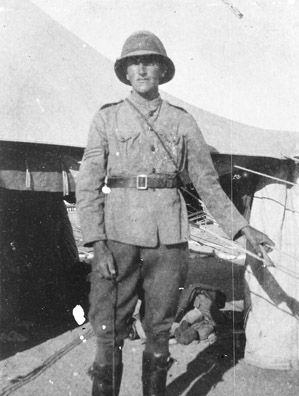
Fysh in Palästina, Erster Weltkrieg

Am 25. August 1914 meldete sich Fysh als Freiwilliger in der Kavallerie. Im Ersten Weltkrieg nahm er an der Schlacht von Gallipoli teil und kämpfte danach im Nahen Osten in Palästina und am Sinai. Im Januar 1917 zum Leutnant befördert, diente Fysh unter Ross Macpherson Smith, bis dieser zum Australian Flying Corps wechselte und Fysh seine Stelle einnahm. Im Juli beantragte auch Fysh den Wechsel zum AFC und wurde nach hartem Training im Oktober 1917 zum Beobachter und Bordschützen ernannt. Er kämpfte bis 1918 im Nahen Osten gegen deutsche und türkische Flugzeuge, unter Kommando von Richard Williams. Für insgesamt fünf Abschüsse erhielt er im Januar 1919 das Distinguished Flying Cross.
Im März 1919 entschied sich Fysh, gemeinsam mit seinem ehemaligen Piloten Leutnant Paul McGinness am Großen Luftfahrtrennen von England nach Australien teilzunehmen: Für den ersten erfolgreichen Flug England-Australien bis zum 31. Dezember 1919 war ein Preisgeld von 10.000 Australischen Pfund ausgeschrieben. Der australische Philanthrop und Politiker Sir Samuel McCaughey erklärte sich zur Finanzierung ihres Unternehmens bereit, starb aber im Juli 1919 und McGinness und Fysh gaben ihr Vorhaben auf. Stattdessen trat Fysh in den Dienst der australischen Regierung, um Nordaustralien auf das Wettrennen vorzubereiten. So gab es dort noch keine angemessenen Landebahnen. Ross und Keith Smith, die Gewinner des Rennens, wurden am 10. Dezember 1919 von Fysh als dem Vertreter des australischen Verteidigungsministeriums begrüßt.

## Gründung und frühe Jahre von Qantas
In Cloncurry begannen McGinness und Fysh mit Plänen, einen Luftfahrtdienst für Charterflüge und "Luft-Taxi" anzubieten. Da die finanziellen Mittel nicht ausreichten, begannen sie für ihre Idee zu werben, und gewannen zuerst den Viehzüchter Fergus McMaster, und dann dessen Kollegen Alan Campbell und Ainslie Templeton für ihre Idee. Schon im Juni 1920 formulierten sie in Brisbane die Registrierung einer Luftfahrtsgesellschaft, die am 16. November 1920 mit einem Startkapital von 6700 australischen Pfund (5360 Pfund Sterling) als Queensland and Northern Territory Aerial Services (Q.A.N.T.A.S.) gegründet wurde.
Anders als andere Unternehmen der frühen australischen Luftfahrtgeschichte bot Q.A.N.T.A.S. auf Anregung von McMaster seine Dienste als Luftpost-Unternehmen und Charterfluggesellschaft und weniger für Vergnügungs- und Showflüge an. Ein weiteres Geschäftsfeld war die Bereitstellung der Flugzeuge an Ärzte. Fysh beriet dabei den Priester John Flynn, welcher als Gründer des Royal Flying Doctor Service bekannt wurde. Q.A.N.T.A.S. wurde ferner durch Lobbyarbeit nordaustralischer Regionalpolitiker unterstützt, die von der Regierung die staatliche Unterstützung von Linienflugrouten forderten. 1922 bewarb sich Qantas erfolgreich für die zweite australische Fluglinie, welche Charleville und Cloncurry verbinden sollte. Der hart arbeitende Fysh bildete sich weiter zum Manager, wurde 1923 Managing Director (Geschäftsführer) der Firma und flog bis 1930 noch selbst als regulärer Pilot. Am 5. Dezember 1923 heiratete er Elizabeth Dove, mit welcher er einen Sohn und eine Tochter hatte.

## Aufstieg von Qantas unter Fysh

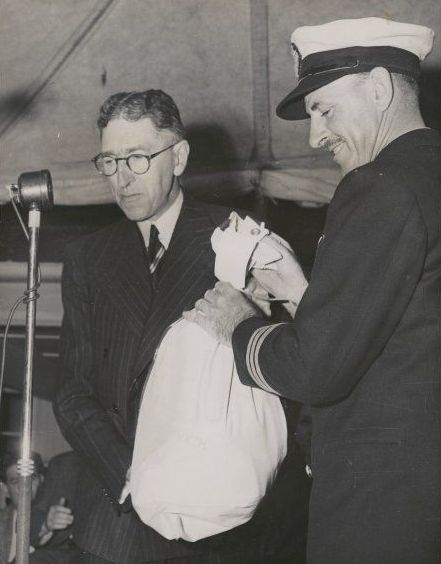
Fysh (li.) 1947 bei der Inbetriebnahme eines Luftpostdienstes nach Großbritannien

Von 1931 bis 1933 war Fysh, teilweise auch als Pilot, in die Planung der Luftpost-Strecke nach England involviert. 1934 ging Q.A.N.T.A.S. eine Partnerschaft mit der britischen Imperial Airways ein und firmierte nun als Qantas Imperial Airways, weiterhin mit Fysh als Geschäftsführer. Er war 1940 auch Mitgründer und Vorstandsmitglied der Fluggesellschaft Tasman Empire Airways Ltd, Vorläufer der späteren Air New Zealand.
Der Zweite Weltkrieg traf das international operierende Unternehmen hart, ein Großteil der Ausrüstung wurde für militärische Zwecke requiriert. Nach wie vor ein Reserveoffizier der RAAF, koordinierte Fysh Versorgungs- und Evakuierungsflüge im Einsatz gegen die Japaner, insbesondere in Neuguinea.
1946 erwarb die australische Regierung die Anteile der ehemaligen Imperial Airways an Qantas, 1947 kaufte sie Qantas zum Marktpreis auf. Als einziges Vorstandsmitglied akzeptierte Hudson Fysh den Verkauf an die Regierung und führte sogar die Verhandlungen. In Folge blieb er nicht nur Geschäftsführer, sondern löste auch McMaster als Vorstandsvorsitzenden ab. Erst 1955 zog sich Fysh vom Posten des Geschäftsführers zurück. Das weitere Verhältnis des streitbaren Unternehmers mit dem Vorstandsrat war gespannt. 1966 trat er schließlich auch als Vorstandsvorsitzender zurück und zog sich ins Privatleben zurück. 1974 verstarb er in Paddington, einem Ortsteil von Sydney.

## Bibliographie
Fysh veröffentlichte mehrere Bücher. In seinem ersten Buch legte er eine Biographie des ersten Qantas-Passagiers vor, des damals 87-jährigen Alexander Kennedy. Am erfolgreichsten war seine im Ruhestand veröffentlichte Autobiographie, in der er vor allem die Geschichte von Qantas beschreibt, und die von Luftfahrthistorikern als bedeutend gewertet wurde. Der Hobbyangler schrieb auch einen Aufsatz über das Forellenfischen.
- Taming the North (1933)
- The Log of the Astraea (1933)
- Qantas Rising (1965) – Autobiographie Teil 1
- Qantas at War (1968) – Autobiographie Teil 2
- Round the Bend in the Stream (1968)
- Wings to the World (1970) – Autobiographie Teil 3
- Henry Reed: Van Diemen's Land Pioneer (1973)

## Gremien- und Vereinsarbeit
Fysh war Mitglied verschiedener Vereinigungen: Er war Gründungsmitglied der IATA (seit 1945) sowie im Jahr 1961 deren Präsident. Zudem war er Mitglied der Early Birds-Gesellschaft (einer Vereinigung australischer Luftfahrtspioniere), der australischen Reise-Vereinigung (damals: Australian National Travel Association, heute: Tourism Australia) und des Australasischen Pionierklubs. Schließlich war er "fellow" der Royal Aeronautical Society und der British Interplanetary Society.

## Ehrungen
Fysh wurde 1953 zum Ritter geschlagen (Knight Commander of the Order of the British Empire) und durfte sich fortan Sir Fysh nennen. 1971 erhielt er einen Ehrendoktor als Ingenieur.
Posthum wurde er 2001 in der Liste der 100 einflussreichsten Australier des 20. Jahrhunderts aufgeführt, die von The Sydney Morning Herald veröffentlicht wurde. 2008 wurde ein Qantas-Airbus A380 nach ihm benannt.

## Verweise
1. ↑   Biographie des Qantas Gründermuseums (Memento des Originals vom 12. September 2009 im Internet Archive)  Info: Der Archivlink wurde automatisch eingesetzt und noch nicht geprüft. Bitte prüfe Original- und Archivlink gemäß Anleitung und entferne dann diesen Hinweis.
2. ↑  Robin Higham: Book Reviews. Technology and Culture. Band 7, 1966, S. 560f / Band 10, 1969, S. 119f.